# Salomão Habib
Salomão Habib (Belém, 2 de outubro de 1965) é um músico violonista  brasileiro. Salomão é também pesquisador, compositor de música erudita e regional paraense, professor de musicalização e violão clássico, formado pelo Conservatório Estadual Carlos Gomes de Belém.
Filho de mãe libanesa e pai amazonense, é concertista e compositor desde 1986, possuindo trabalhos divulgados na França, Alemanha, Portugal, Cuba, Japão, Bélgica, Paraguai, Argentina, Colômbia, Estados Unidos, Holanda e República Tcheca.
Foi fundador e professor da Universidade do Estado do Pará de 1992 a 1994, no curso de Educação Artística com Habilitação em Música; foi membro do Conselho Estadual de Ensino do Estado do Pará e curador do Instituto Itaú Cultural na cidade de São Paulo.
Compôs a peça Suite das Amazonas, lançada em turnê mundial no projeto Worldwide Guitar Connections interpretado pelo violonista Fabrício Mattos.
É diretor do Teatro Experimental Waldemar Henrique, na cidade de Belém.
Além do violão, Salomão Habib toca e pesquisa os seguintes instrumentos: viola caipira, vihuela, alaúde árabe, alaúde turco, violão tercino, violão decacorde, violãohexacorde e cuatro venezuelano.

## Premiações
- Classificou-se em 1º lugar como melhor arranjo no IV Festival de Música da Faculdade de Ciências Agrárias do Pará em 1986, e recebeu o Troféu Tribuna de Minas de melhor trabalho instrumental em Juiz de Fora/MG, no mesmo ano.
- Foi 1º lugar como Melhor Projeto de Disco no concurso de composições da Associação de Compositores Letristas Intérpretes e Músicos do Pará com Clima, em 1991.
- Ganhou o Troféu Edgar Proença de melhor música do ano de 1992 e, ainda em 1992, tirou 1º lugar com melhor arranjo no I Festival de Música Popular Paraense.
- No ano de 1993, no II Festival de Música Popular Paraense, recebeu o 1º lugar pelo melhor arranjo, 1º lugar pela melhor música e, com outra composição, 3º lugar, novamente, como melhor música.
- Conquistou o 1º lugar no I Festival de Música Popular Paraense promovido pela Feira do Som em 1997, bem como o prêmio de melhor arranjo neste mesmo festival.
- Foi agraciado com o Diploma da Medalha de Prata oferecido pelo Ministério da Cultura de Cuba, em Havana, no dia 7 de novembro de 1998.
- Agraciado com o título de Príncipe dos Artistas de 1995 pelo Conselho do Baile dos Artistas do Pará.
- Recebeu o prêmio Broto de Mangueira na categoria música, promovido pela FUNCAP em 1999.
- Recebeu o prêmio Caras de Música na categoria música infantil em 2002, pela participação no CD Canções do Brasil, pelo selo Palavra Cantada de São Paulo.
- Ganhou o diploma de Honra ao Mérito oferecido pela Assembleia Legislativa do Estado do Pará, pelos relevantes serviços prestados ao estado na área cultural.
- Foi ganhador do Troféu Empresa Cidadã pelo Projeto Arte Celpa em 2004, através do 11º Fórum Nacional de Cidadania Empresarial do Rio de Janeiro, e o Troféu Empresa Cidadã, pelo mesmo projeto, no 11º Fórum Nacional de Cidadania Empresarial em São Paulo.
- Recebeu Medalha do Mérito Legislativo concedida pela Assembleia Legislativa do Estado do Pará.
- Foi agraciado com o prêmio Bolsa de Incentivo à Criação Artística oferecido pela Fundação Nacional da Arte (FUNARTE),[3] pela composição de 12 rituais sinfônicos para orquestra de violões, em 2009.

## Discos gravados
- Carta do tempo - Violão - Solo e Voz - 1991 - CLIMA  Long-Play
- Tó Teixeira - Instrumental - 1992  -  Música e Memória Vol. 2  Long-Play
- 2º Festival de Música Popular Paraense - 1992 - SECULT - CD
- OMAMI OMAMI - Lutas Populares na Amazônia - 1993 - CD
- Salomão Habib Interpreta Carlos Rodrigues - Selo VIOLÕES DA AMAZÔNIA - 1996 - CD.
- A Música e o Pará - A História do Violão no Pará - 1997 - CD
- "A Música e o Pará" – 1997 – Secult  - CD
- "Belém. O Azul e o Raro" –Violões da Amazônia – 1998 - Livro / CD
- Crossover Classic, Salomão Habib – Sttutgart Alemanha - CD
- "Pássaro da Terra" – Violões da Amazônia – 1999 - Livro / CD
- Canções para Maria – Violões da Amazônia – 2001 - CD
- Ciranda e Cantiga – Violões da Amazônia – 2001 - CD
- CD Corda e Fé – Violões da Amazônia – 2003 - CD
- CD Sonhos da Amazônia II – Violões da Amazônia – Alubar – 2005
- SANTA MARIA – Violões da Amazônia – 2009
- 1835_CABANAGEM [Canções de Amor de Guerra e de Paz] (com Valdecir Palhares) - 2017 - CD / DVD
- Violões da Amazônia - 2017 - CD
- TICUNA_Sonoridade e Mitologia Poética - 2017 [Volume 1] (com Valdecir Palhares) - CD

## Atividades de pesquisa sobre música indígena
Em 1989 deu início às atividades de pesquisa em campo, realizada com as seguintes etnias: Wai-Wai, Waiãpi, Apalay, Krahô, Juruna, Gavião, Mundurcú, Tembé, Tikuna, Cinta-Larga, Guajajara, Assurini, Txucarramãe e Caiapó.
Participou na categoria de pesquisador no Projeto RENAS do Museu paraense  Emílio Goeldi com apresentação de trabalhos sobre idioma tupi e sonoridades indígenas, em setembro de 1989. Após contato com a FUNAI, conquistou autorização para visitas a aldeias Tembé no Alto Rio Gurupi.
Em 1995 participou de encontros e discussões sobre música indígena em Belém Pará, na Semana dos Povos Indígenas, em Altamira.
Executou a composição de 20 trabalhos musicais utilizando o tronco linguístico tupi guarani e auferiu premiação em festival de música paraense com a peça Guatá n'dé n'goty xê taba pupé ndaá soô ruã ixé  Desde então vem compondo peças baseadas em rituais indígenas a trabalhando na pesquisa e elaboração de música indígena infantil. Em 2009 recebeu a premiação bolsa de incentivo à criação artística, pela FUNARTE.